# Квартет імені Глазунова
Квартет імені Глазунова — струнний квартет, створений в 1919 році скрипалем Іллею Лукашевським та працював під його беззмінним керівництвом понад 20 років. У складі квартету виступали також друга скрипка Григорій Гінзбург, альтист Олександр Ривкін та віолончеліст Давид Могилевський (1893 — 1961). Названий на честь композитора Олександра Глазунова. 
В 1941 р. томська газета «Червоний прапор» з нагоди гастролей квартету в Томську писала: 

Це найстаріший та найвидатніший квартетний ансамбль країни. Двадцятиріччя його художньої діяльності урочисто відзначалося 1939 року. Наполеглива, незмінно-вдумлива робота талановитих учасників квартету протягом тривалого періоду сприяла його величезному художньому зростанню. Квартет імені Глазунова вже давно користується не лише всесоюзною, але й європейською славою, як першокласний пропагандист найкращих зразків камерної музики. Репертуар цього колективу обчислюється багатьма сотнями видатних музичних творів. Камерні твори Гайдна, Моцарта, Бетховена, Шуберта, Гріга, Мендельсона, Равеля, Мійо, Глінки, Чайковського, Бородіна, Аренського, Глазунова, Танєєва, — можна з упевненістю сказати, що вся найкраща музично-камерна література знаходить в особі цього ансамблю чудового інтерпретатора та виконавця. 